# اچ‌ام‌اس پورکیوپاین (۱۸۰۷)
اچ‌ام‌اس پورکیوپاین (۱۸۰۷) (به انگلیسی: HMS Porcupine (1807)) یک کشتی است که طول آن ۱۱۸ فوت ۰ ۵⁄۸ اینچ (۳۶٫۰ متر) می‌باشد. این کشتی در سال ۱۸۰۷ ساخته شد.